# Polskie okręty desantowe

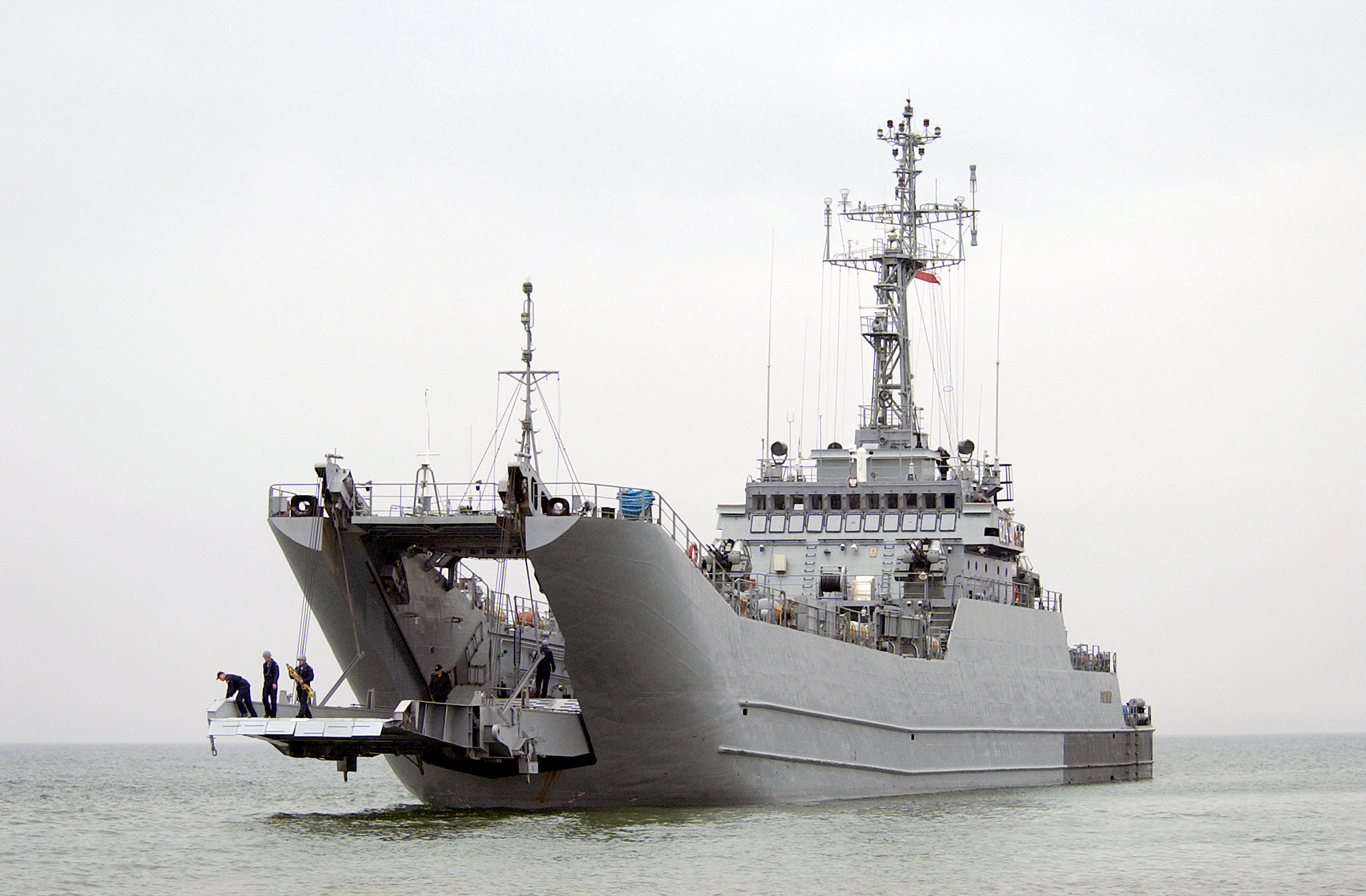
Okręt transportowo-minowy ORP "Poznań", 2004.

Polskie okręty, barki i kutry desantowe.
Na uzbrojeniu polskiej Marynarki Wojennej jednostki desantowe pojawiły się dopiero po II wojnie światowej, a siły desantowe utworzono w latach 50. XX wieku (przed wojną jedynie niektóre państwa posiadały nieliczne siły tego typu, a dopiero doświadczenia wojenne ukazały wagę desantów morskich). W przypadku Polski, posiadanie licznych sił desantowych, będących co do zasady siłami ofensywnymi, związane było z planami tworzonymi w ramach Układu Warszawskiego, na wypadek konfrontacji zbrojnej między Układem Warszawskim a państwami NATO w Europie. Według tych planów, tworzonych od 1962 roku, polska Marynarka Wojenna miała wraz z radzieckimi i wschodnioniemieckimi siłami morskimi uczestniczyć w desancie morskim na Półwysep Jutlandzki. Według jednakże oficjalnej doktryny wojennej, kładącej nacisk na obronny charakter sił zbrojnych, siły desantowe miały służyć przede wszystkim do kontrdesantów (desantów na własnym brzegu, opanowanym przez nieprzyjaciela).
Wszystkie okręty desantowe używane przez polską Marynarkę Wojenną były klasycznymi jednostkami, średnich lub małych rozmiarów, przystosowanymi do dokonywania desantu żołnierzy, czołgów i pojazdów bojowych, bezpośrednio przez podejście do brzegu (plaży), przez furtę dziobową. W przypadku nowszych okrętów projektu 770 i dalszych stosowano jednak głównie opuszczenie okrętu przez pływające czołgi i transportery w bliskości brzegu. Początkowo od 1951 roku używano średnich lub małych przybrzeżnych barek desantowych wojennej budowy, od połowy lat 60. zastąpionych przez budowane w Polsce nowoczesne okręty desantowe.

## Lata 1945–1950
W drugiej połowie lat 40. Polska nie posiadała specjalnych sił desantu morskiego, a jedynie kilka jednostek desantowych, wykorzystywanych jednak w innym celu. Pierwszymi jednostkami desantowymi w polskiej flocie były dwie odnalezione w 1946 roku (według innych informacji, wydobyte z dna) i wyremontowane w Gdyni niemieckie barki desantowe typu PiLB 41 (Pionierlandungsboot 41). Miały one wyporność pełną 71 ton, długość 19,6 m i ładowność 40 ton (np. dwie ciężarówki). Zostały wcielone odpowiednio w sierpniu 1946 i kwietniu 1947 roku jako Prom Desantowy nr 1 i 2. Służyły jednak tylko do celów transportowych; pierwszy z nich w porcie wojennym w Gdyni, a drugi w Świnoujściu. 
Prom nr 1 został przemianowany następnie na barkę desantową BD-1, a prom nr 2 na barkę BD-2, w 1948 na BD-10, a finalnie w 1949 na BD-40 (co nie zmieniło charakteru ich służby jako jednostek transportowych). 
Wcielono w latach 1946–47 także łącznie cztery poniemieckie kutry desantowe typu Sturmboot 42, początkowo oznaczane jako Szybkobieżne Kutry Trałowe nr 1 – 3. W czerwcu 1947, po utracie kutra trałowego nr 2, pozostałe przemianowano na kutry motorowe KM-1 (później KM-23 i KM-49), KM-2 i KM-3; służyły do celów transportowych i pomocniczych. Miały one wyporność pełną 12,5 tony, długość 14,7 m i ładowność 40 ludzi, osiągały prędkość do ok. 21 w.
W latach 1947–48 polska Marynarka Wojenna zakupiła z amerykańskich nadwyżek wojennych z demobilu 12 drewniano-stalowych kutrów desantowych typu LCP(L) - Landing Craft, Personnel, Large. Wcielono je do służby w 1948 jako kutry motorowe (KM), służące do zadań pomocniczych, lecz w 1951 roku sześć przeklasyfikowano na kutry desantowe. Otrzymały one w tym charakterze oznaczenia: KD-19, -28, -37, -46, -55, -64. Początkowo były podporządkowane dowództwu jednostki piechoty morskiej. Wycofano je ze służby do 1962. 

## Lata 50. - organizacja sił desantowych
W 1951 roku utworzono Flotyllę Środków Desantowych, a 15 listopada 1951 również utworzono pierwszą jednostkę wojsk desantowych – 3 Batalion Piechoty Morskiej (w 1959 roku przeformowany w 3 Pułk Piechoty Morskiej), podporządkowany Flotylli Środków Desantowych, w składzie Marynarki Wojennej. W skład zespołu weszło przede wszystkim sześć poniemieckich dużych barek desantowych z zakrytymi ładowniami MFP (Marinefährprahm, klasyfikowanych w Niemczech jako promy transportowe). Cztery z nich znaleziono nieukończone w stoczni rzecznej w Głogowie (późniejsze BDD-1, -2, -3, -7), jeden został tam podniesiony z dna, a szósty zdobyty jako sprawny. Zaklasyfikowane zostały w Polsce jako "barki desantowe duże", z oznaczeniami BDD. Cztery z nich, należące do typu D, otrzymały polskie oznaczenia: BDD-1, -2, -3 i -7. Dwie pozostałe BDD-5 i BDD-6 należały do typu DM, różniącego się możliwością stawiania min. Ponadto, w skład zespołu weszła siódma duża barka BDD-4 włoskiego typu MZ wzorowanego na MFP, przejęta wcześniej przez Niemców od Włochów. 
Dalsze barki zespołu desantowego były amerykańskie, również wojennej budowy, z odkrytymi ładowniami. Korzystając z oferowania na sprzedaż na rynek cywilny znacznych ilości nadwyżek amerykańskich desantowych jednostek pływających z demobilu, część z nich zakupiło do celów transportowych polskie Ministerstwo Komunikacji i armatorzy prywatni. Spośród nich, Marynarka Wojenna przejęła w 1950 roku 11 średnich barek desantowych do transportu czołgów typu LCT(5) – Landing Craft, Tank, Mk V, które otrzymały numery: BDS-50 – BDS-60, oraz 3 małe barki desantowe typu LCM(3) – Landing Craft, Mechanised, Mk III – numery: BDM-100 – BDM-102. Po remoncie weszły one do polskiej służby w latach 1950-52. We wrześniu 1953 roku do flotylli desantowej dołączono także 6 opisanych wyżej kutrów desantowych typu LCP(L). 
Wszystkie wymienione jednostki nie miały stałego uzbrojenia (poza BDD-1 w początkowym okresie, uzbrojoną w działa 85 mm i 37 mm). W 1956 roku barki desantowe przeklasyfikowano na duże, średnie i małe okręty desantowe i przemianowano je odpowiednio na: ODD-1 – 7, ODS-50 – 60, ODM-100 – 102 (klasyfikacja ta była „na wyrost”, gdyż istniejące na świecie okręty desantowe były znacznie większe, a posiadane przez Polskę jednostki amerykańskie były typowymi barkami, przystosowanymi do operowania z pokładów większych okrętów desantowych). Od 1 stycznia 1960 nazwy zastąpiono trzycyfrowymi stałymi numerami burtowymi, rozpoczynającymi się od cyfry 8. Pierwsze dwie duże barki ODD-1 i ODD-2 oraz dwie średnie ODS-57 i -60 wycofano z uwagi na zużycie 28 grudnia 1957. Do 1960 roku wycofano pozostałe ODS-y, a także, w tym okresie, ODD-3 i -4. 24 września 1963 wycofano trzy ostatnie ODD-5, -6 i -7, które w 1960 otrzymały nowe numery taktyczne: 863, 864, 865. Najdłużej - do końca lat 70. służyły trzy małe barki ODM, które otrzymały nowe numery taktyczne (m.in.: 882).
Flotylla Środków Desantowych, sformowana w 1951 roku, obejmowała dywizjon barek desantowych w składzie trzech grup: barek dużych, średnich i małych, oraz grupę kutrów motorowych i łodzi desantowych. Do czerwca 1952 bazowała w Gdyni-Oksywiu, następnie w Dziwnowie, a od września 1953 ostatecznie w Świnoujściu. Od października 1953 do 1956 barki BDD-5 i -6 (desantowo-minowe) stacjonowały mimo to w Gdyni-Oksywiu jako Grupa Barek Desantowych Dużych, w składzie Flotylli Trałowców. W 1956 flotylla zmieniła nazwę na Flotyllę Okrętów Desantowych i składała się z dywizjonu okrętów desantowych dużych, dywizjonu okrętów desantowych średnich oraz dywizjonu okrętów desantowych małych i kutrów desantowych. Podlegała Dowódcy Bazy MW Świnoujście.
| Typ    | liczba | wyporność: standardowa / pełna / załadowany | wymiary: długość x szerokość | prędkość | typowy ładunek                                                     |
| MFP D  | 4      | 168 / 239 / 306 t                           | 49,8 × 6,6 m                 | 7,5 w    | 3 czołgi średnie klasy T-34 i 120 żołnierzy lub 140 t (?) ładunku  |
| MFP DM | 2      | zbliżone jw.                                | 49,8 × 8,6 (?) m             | 7,5 w    | 3 czołgi średnie klasy T-34 i 120 żołnierzy lub 34 miny            |
| MZ     | 1      | 140 / 239 /? t                              | 47 × 6,5 m                   | 10 w     | 3 czołgi średnie klasy T-34 lub 200 żołnierzy lub 65 t (?) ładunku |
| LCT(5) | 11     | 143 /? / 311 t                              | 38,5 × 10 m                  | 8 w      | 4 czołgi średnie klasy T-34 i ok. 100 żołnierzy                    |
| LCM(3) | 3      | 23 /? / 51 t                                | 15,2 × 4,3 m                 | 9 w      | lekkie działo samobieżne SU-76 lub ciężarówka lub 60 żołnierzy     |
| LCP(L) | 6      | 6,5 /? / 10,7 t                             | 11,2 × 3,3 m                 | 8 w      | 36 żołnierzy lub 3,7 t ładunku (np. działo)                        |

## Lata 60. i 70. - szczyt rozwoju sił desantowych

### Okręty projektów770, 771 i 776

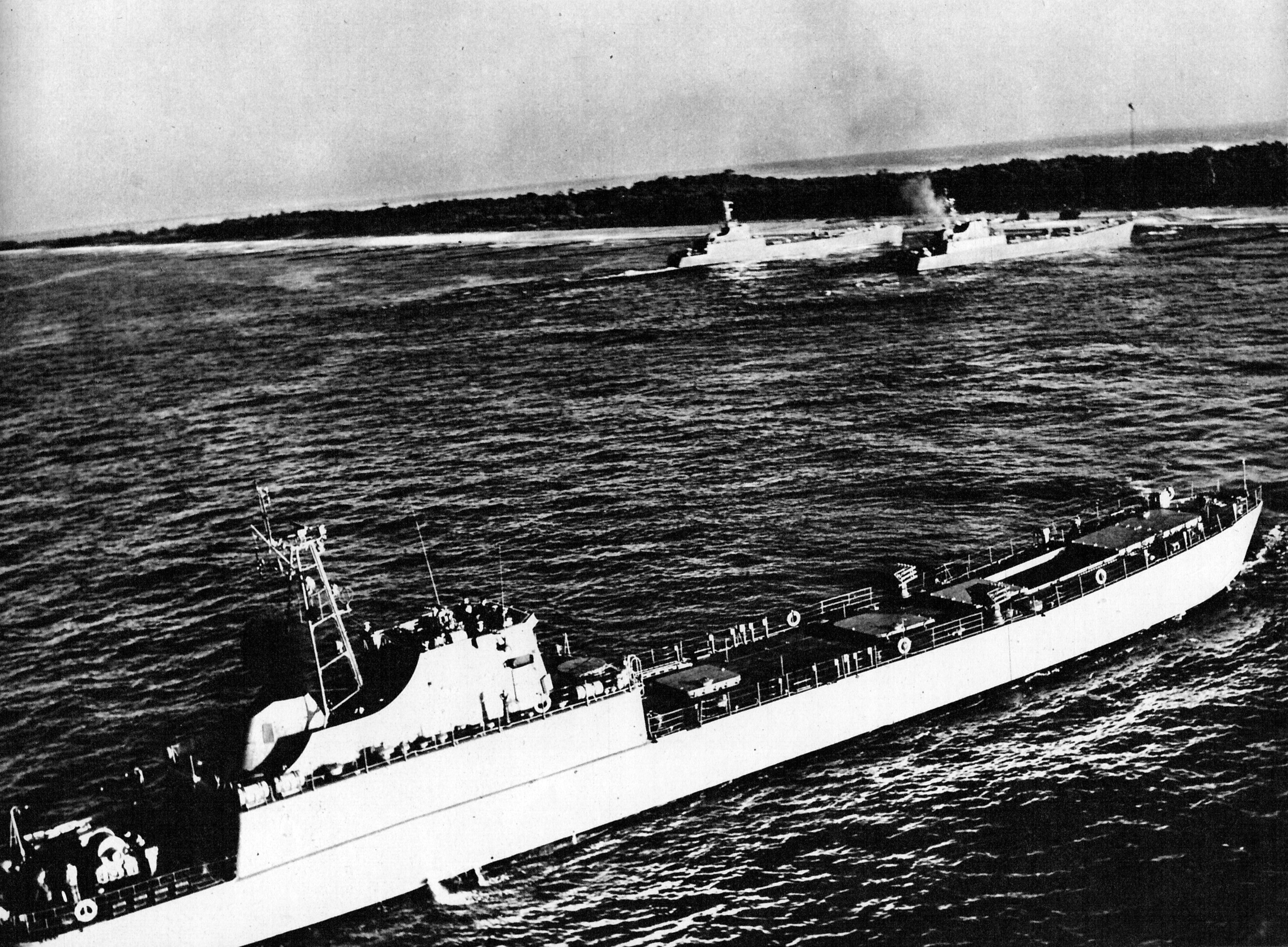
Polskie ODS projektu 770 podchodzące do brzegu

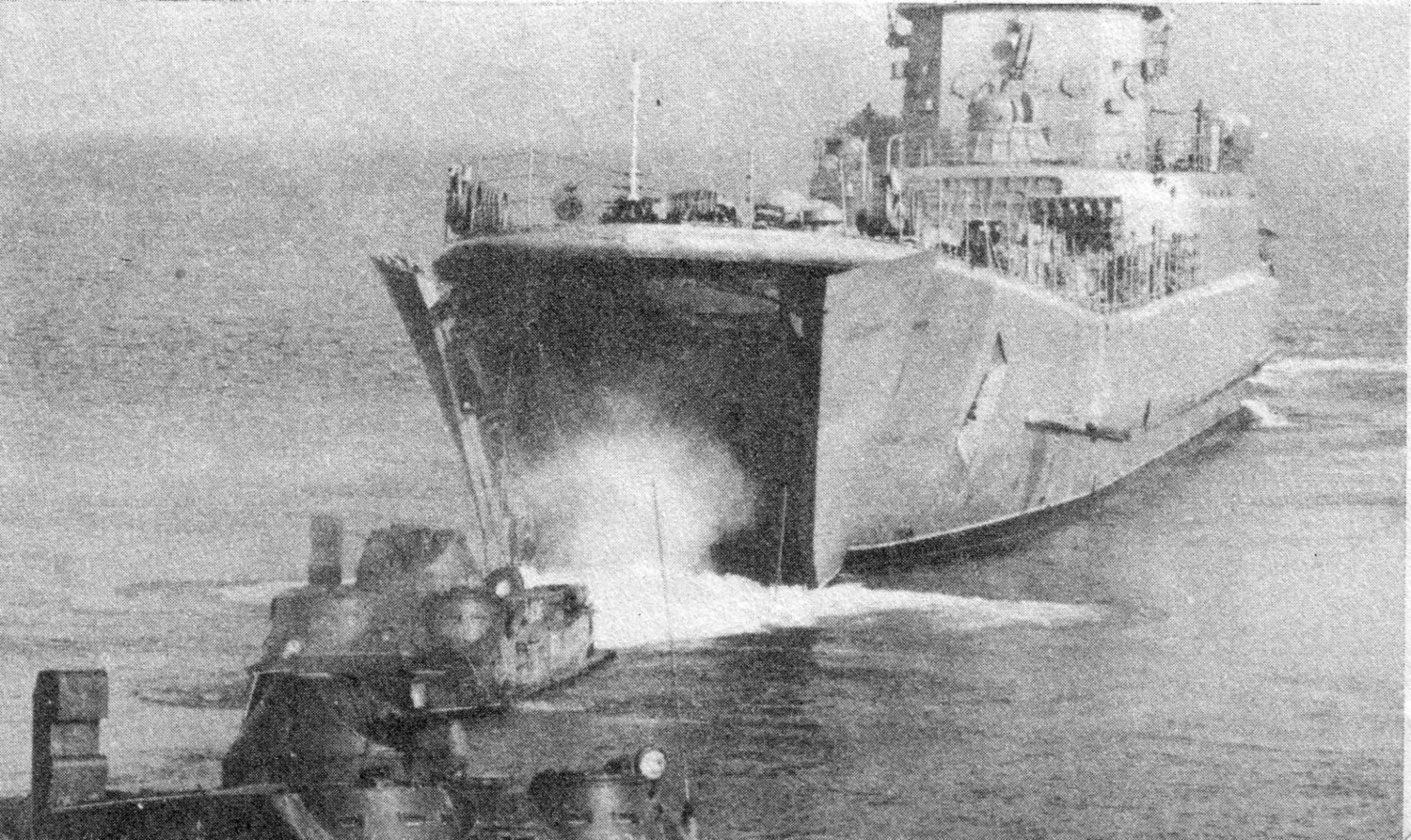
Transportery opancerzone TOPAS-2AP opuszczają okręt desantowy proj. 771

Pod koniec lat 50., w związku z rozwojem planów operacyjnych Układu Warszawskiego i wycofywaniem przestarzałych niewielkich okrętów (a w zasadzie barek), przystąpiono do odnowienia floty desantowej. Według wytycznych technicznych otrzymanych z ZSRR, w Stoczni Północnej w Gdańsku opracowano nowy typ okrętu desantowego średniego (ODS) - projektu 770. Były to klasyczne okręty desantowe o wyporności ok. 700 t, z zakrytą ładownią, z których desant odbywał się nadal przez podejście do brzegu, ale też przez wyładunek pływających pojazdów bojowych w bliskości brzegu. Uzbrojenie stanowiło jedno podwójne (w dalszych typach dwa podwójne) działko plot 30 mm (AK-230) i wyrzutnie niekierowanych pocisków rakietowych kalibru 140 mm do wsparcia desantu. Projekt okazał się udany i następnie był rozwijany w postaci dalszych projektów 771 i 773. Oprócz 23 jednostek, które trafiły pod polską banderę, pozostałe ze 107 zbudowanych okrętów zostało zbudowanych na zamówienia zagraniczne, głównie dla ZSRR. Okręty desantowe projektu 770 i pochodnych, które otrzymały w kodzie NATO nazwę typu Polnocny („Północny”, najprawdopodobniej od nazwy stoczni), stały się jednymi z najszerzej znanych powojennych jednostek tej klasy na świecie, używanymi przez ZSRR i państwa bloku wschodniego oraz szereg państw afrykańskich i azjatyckich w radzieckiej sferze wpływów. W Polsce opracowano następnie duże okręty desantowe projektu 775 (w kodzie NATO Ropucha), ale budowano je tylko dla Marynarki ZSRR i nie służyły w Polsce.
Pod polską banderę trafiły ogółem w latach 1964–1971 22 okręty desantowe: 9 projektu 770D (OORP „Oka”, „Bug”, „Narew”, „San”, „Wisła”, „Pilica”, „Bzura”, „Warta”, „Noteć”), 2 proj. 770MA (OORP „Odra”, „Nysa”), 6 proj. 771 (OORP „Lenino”, „Brda”, „Studzianki”, „Siekierki”, „Budziszyn”, „Polichno”), 5 proj. 771A (OORP „Janów”, „Rąblów”, „Narwik”, „Głogów”, „Cedynia”). Na bazie projektu 773 zbudowano ponadto i wcielono w 1973 do Marynarki Wojennej okręt dowodzenia desantem projektu 776 ORP „Grunwald” (mógł on przewozić jeden transporter opancerzony). Nadawano im nazwy pochodzące od rzek, a następnie miejsc bitew, głównie związanych z ludowym Wojskiem Polskim i partyzantką GL/AL. Okręty proj. 770 nosiły numery burtowe od 888 do 899, a okręty proj. 771 i 776 numery od 801 do 811. Mimo liczebności, flota okrętów proj. 770/771 miała umiarkowany potencjał bojowy, gdyż okręty te mogły przewozić 5 (maksymalnie 6 w projekcie 771) czołgów podstawowych klasy T-55, przybijając do brzegu, co stwarzało zagrożenie zniszczenia nieruchomego okrętu. Ponadto zabierały ok. 200 żołnierzy, z tego tylko 21-41 (w zależności od wersji) w pomieszczeniach desantu, a pozostałych w ładowni. Od projektu 770MA możliwy był wyładunek pojazdów amfibijnych (czołgów pływających PT-76, transporterów opancerzonych TOPAS lub transporterów pływających K-61 lub PTS-M) w wodzie w pobliżu brzegu. Wiązało się to również z ryzykiem, a ponadto czołgi PT-76 były słabo uzbrojone i opancerzone (ówczesne tendencje światowe polegały na budowaniu większych okrętów desantowych-doków, z których transport czołgów podstawowych na brzeg odbywał się za pomocą mniejszych barek).
W styczniu 1965 roku Flotyllę Środków Desantowych przeformowano w 2. Brygadę Okrętów Desantowych w Świnoujściu, wchodzącą w skład 8. Flotylli Obrony Wybrzeża. 11 okrętów proj. 770 tworzyło 1. dywizjon, a 11 okrętów proj. 771 i ORP „Grunwald” - 2. dywizjon. Okręty te służyły do transportu 7 Łużyckiej Dywizji Desantowej - „niebieskich beretów”, zorganizowanej w 1963 roku na bazie 3. Pułku Piechoty Morskiej i 23. Dywizji Piechoty i wchodzącej w skład wojsk lądowych. Polskie siły desantowe używane były w licznych ćwiczeniach, w tym z okrętami desantowymi Floty Bałtyckiej ZSRR i okrętami desantowymi NRD (np. ćwiczenia Wrzesień-67 w 1967 roku).

### Kutry desantowe
Obok okrętów desantowych, w Polsce rozwijano kutry desantowe, projektowane i budowane w Stoczni Marynarki Wojennej w Gdyni. Pierwszymi było 15 jednostek projektu 709 (w kodzie NATO: Eichstaden), które zaczęły wchodzić do służby od 1962 roku. Mogły one dostarczyć na brzeg 40 żołnierzy (z uwagi na klasyczny dziób bez rampy, nie zapewniały transportu „suchą nogą”). Kutry desantowe mogły służyć do wyładowania rzutu szturmowo-rozgradzającego w pierwszej fali desantu. Nie posiadały własnego uzbrojenia. Nosiły numery taktyczne z zakresu wokół 866. Pod koniec lat 60. przebudowano je i odkryty dotąd przedział desantu na dziobie zakryto osłoną z włazami. Od 1965 roku kutry desantowe tworzyły 3. dywizjon w 2. Brygadzie Okrętów Desantowych w Świnoujściu. Pierwszy z kutrów wycofano w 1987, resztę do połowy 1990.
Następnie zbudowano eksperymentalną serię trzech większych kutrów projektu 719 (typu Marabut, w kodzie NATO również Marabut), wcielonych 9 marca 1975 roku. Otrzymały one uzbrojenie w postaci wkm 14,5 mm i km 7,62 mm w wieżyczce i mogły przewieźć na plażę lekki pojazd (np. samochód zwiadowczy BRDM-2). Nowością było wykorzystanie laminatu poliestrowo-szklanego do konstrukcji kadłuba, co jednak nie sprawdziło się przy kutrach desantowych i serię tę wycofano już 31 sierpnia 1984. Nosiły numery taktyczne z zakresu wokół 517.

## Lata 80. - nowe plany

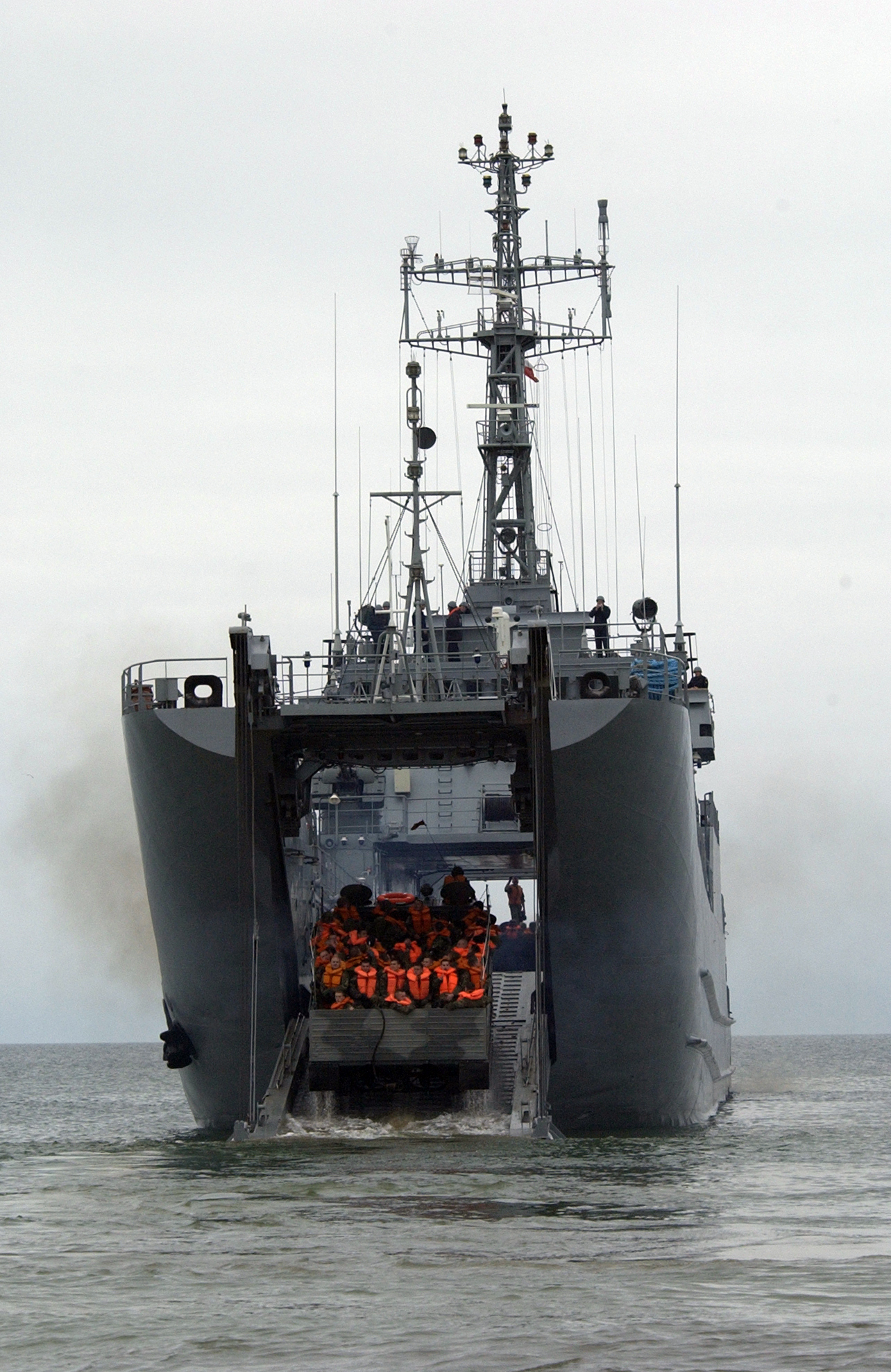
Transporter pływający PTSM opuszczający okręt ORP "Poznań" projektu 767 za pomocą furty dziobowej

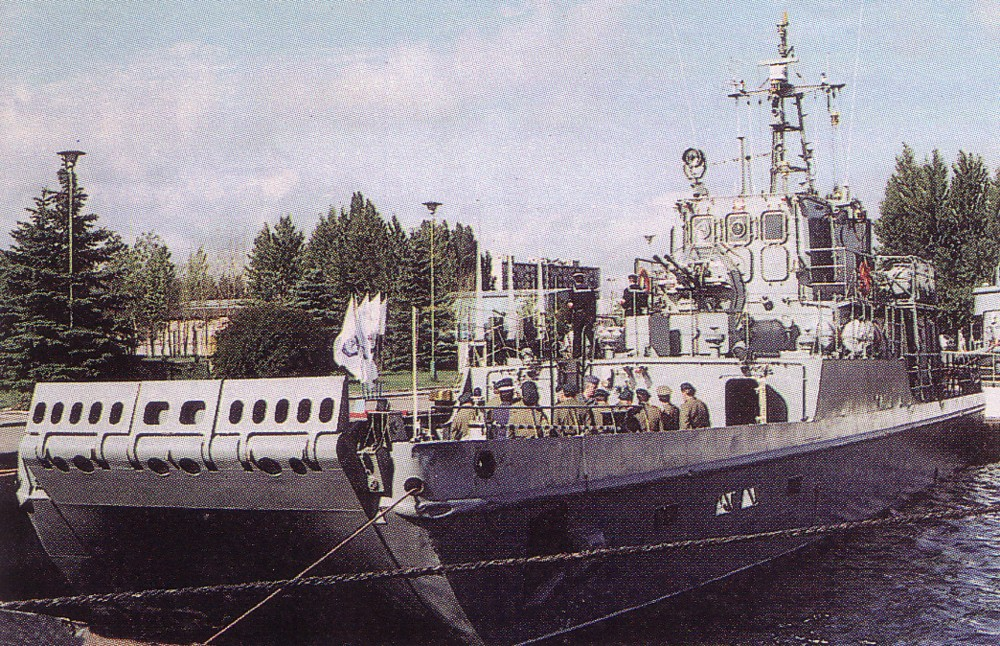
Kuter desantowy proj. 716

Pod koniec lat 70. przystąpiono do prac nad nowszą generacją nieco większych okrętów desantowych, w dalszym ciągu służących do wyładunku uzbrojenia bezpośrednio na brzeg, czego efektem były opracowane w Polsce okręty projektu 767 (typu Lublin). Mogą one transportować w odkrytej przelotowej ładowni 9 czołgów podstawowych T-72 lub 17 samochodów ciężarowych lub ich ekwiwalent oraz 135 żołnierzy desantu w pomieszczeniach. Są to dość nowoczesne jednostki, o ciekawych rozwiązaniach, jak możliwość łączenia okrętów ładowniami, jeden do drugiego, tworząc przelotowy ciąg, i mają wysoki stosunek masy zabieranego ładunku do wyporności. Uzbrojenie stanowią cztery zestawy ZU-23-2MR Wróbel II, składające się z podwójnego działka 23 mm i dwóch pocisków plot Strzała-2. Na skutek zmian politycznych w Europie, zbudowano w Stoczni Północnej na przełomie lat 80. i 90. jedynie pięć jednostek (weszły do służby w latach 1989-1991), dalszych siedem planowanych anulowano.
Poza okrętami projektu 767, w połowie lat 80. planowano opracować i zbudować dla polskiej Marynarki Wojennej 20 nowych małych okrętów desantowych, zabierających po 3-4 pojazdy, 12 kutrów desantowych, 1 okręt dowodzenia desantem i 4 okręty wsparcia ogniowego. Z planów tych zrealizowano jedynie budowę trzech kutrów desantowych proj. 716.
Trzy jednostki projektu 716 (w kodzie NATO: Deba) były ostatnim i najlepszym polskim typem kutrów desantowych. Mogły przewozić transporter opancerzony lub ciężarówkę na odkrytej platformie na dziobie oraz 50 żołnierzy i były uzbrojone w podwójne działko 23 mm (zestaw ZU-23-2M Wróbel) oraz wyrzutnie ładunków wydłużonych do oczyszczania podejścia do brzegu. Pierwszy KD-11 (nr takt. 851) wszedł do służby w 1988, a pozostałe dwa KD-12 i KD-13 (nr takt. 852 i 853) w 1991 roku. Również na skutek zmian politycznych nie zbudowano większej serii (w 2001 zbudowano trzy kutry zmodyfikowanego projektu na zamówienie Jemenu).
| Projekt | liczba | wyporność: standardowa / pełna/ maks. | długość x szerokość | prędkość | typowy ładunek                                                    |
| 770D    | 9      | 704 / 751 / 771 t                     | 73 × 8,6 m          | 18,5 w   | 5 czołgów klasy T-55 lub PT-76 lub ekwiwalent i ok. 200 żołnierzy |
| 770MA   | 2      | 772 / 820 / 883 t                     | 73 × 8,6 m          | 18,5 w   | jak wyżej                                                         |
| 771     | 6      | 795 / 847 /9 42 t                     | 75,15 × 8,6 m       | 18,4 w   | 6 czołgów klasy T-55 lub PT-76 lub ekwiwalent i ok. 200 żołnierzy |
| 773     | 5      | - / 1192 / - t                        | 81,2 × 8,6 m        | 16,3 w   | jak wyżej                                                         |
| 767     | 5      | 1210 / 1675 / 1745 t                  | 95,8 × 10,8 m       | 16,5 w   | 9 czołgów klasy T-72 lub 17 samochodów i 135 żołnierzy            |

## Lata 90. - likwidacja sił desantowych

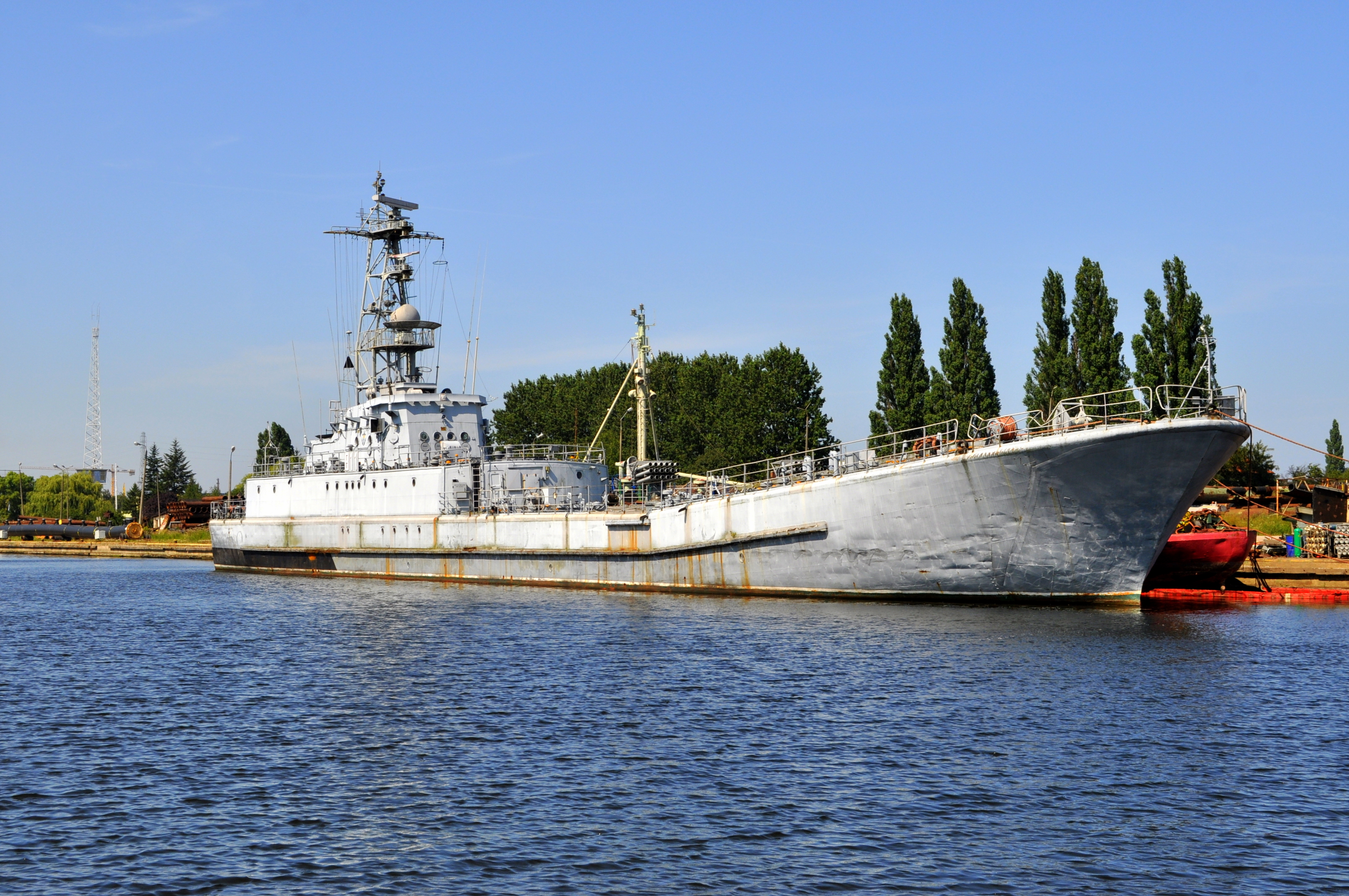
Wycofany okręt dowodzenia desantu ORP „Grunwald”

Zmiany ustrojowe w Polsce i Europie wschodniej oraz zakończenie zimnej wojny spowodowały, że odpadła groźba europejskiego konfliktu zbrojnego i utrzymywanie ofensywnych sił desantowych stało się zbędne. Mimo pewnej przydatności okrętów desantowych w potencjalnej obronie własnego wybrzeża, w związku z ograniczaniem liczebności Sił Zbrojnych i rozformowaniem 7 Łużyckiej Dywizji Desantowej, w latach 1990-1991 wycofano wszystkie okręty desantowe projektów 770/771, zachowując jedynie na pewien czas dwie jednostki do celów badawczych i transportowych oraz okręt dowodzenia projektu 776 ORP „Grunwald”. Pozostawiono natomiast w służbie nowo wcielone i bardziej przydatne okręty projektu 767 (typu Lublin), zmieniając jednak ich przeznaczenie i klasyfikację na okręty transportowo-minowe. Pozostawiono też kutry desantowe proj. 716 (obecnie: kutry transportowe), wycofując kutry projektu 709. Planowane jest jednak wycofanie również kutrów proj. 716 w najbliższych latach.
Mimo dostrzegania przez część publicystów zajmujących się wojskowością potrzeby posiadania przez Polskę nowoczesnych morskich sił ekspedycyjnych (niebędących siłami desantowymi w tradycyjnym rozumieniu), zdolnych do operowania na całym świecie, nie planuje się budowy takich sił ani włączenia w skład Marynarki Wojennej nowych okrętów desantowych (stan na 2007). Można dodać, że jako swojego rodzaju namiastka sił ekspedycyjnych, posiadanych przez mocarstwa morskie do interwencji w konfliktach lokalnych, służy w Polsce jedynie okręt logistyczny ORP „Kadm. X. Czernicki”, który ma minimalne zdolności transportu wojska, ale nie wysadzania desantu.
Dopiero po kilkunastoletniej przerwie po 1991, w 2005 wznowiono prowadzenie ćwiczeń w wysadzaniu desantów morskich, pododdziałów 7. Brygady Obrony Wybrzeża. 